# Zhane (Power Rangers)
Zhane is een personage uit de televisieserie Power Rangers. Hij was een vast personage in Power Rangers in Space. Hij werd gespeeld door Justin Nimmo.

## Biografie
Zhane is net als Andros en Karone een alien van de planeet KO-35, en beschikt derhalve over telekinetische krachten. Hij kreeg zijn krachten als Zilveren Ranger geruimte tijd voor aanvang van Power Rangers in Space. Ook voor aanvang van de serie waren Andros en Zhane betrokken bij een groot gevecht toen KO-35 werd aangevallen. In dit gevecht raakte Zhane zwaargewond. Om hem te redden liet Andros hem cryogeen invriezen aan boord van het Astro Megaship. Daarom was Zhane niet direct in de serie al aanwezig.
Gedurende de serie ontdekten de andere Rangers Zhane in zijn bevroren toestand. Hij was inmiddels voldoende hersteld en werd weer ontdooit. Hij sloot zich hierna bij het team aan, maar ontdekte al snel dat de lange periode van invriezen zijn krachten geen goed had gedaan. Hij kon telkens maar korte tijd veranderen in de Zilveren Ranger. Om dit te verhelpen moesten ze opnieuw worden opgeladen. Dit gebeurde uiteindelijk via een blikseminslag.
Zhane kreeg een oogje op Astronema toen hij haar redde van een van haar eigen monsters. De twee probeerden een relatie op te bouwen, maar door een vergissing liep dit op niets uit. Daarna ontwikkelde Zhane een sterke vriendschap met Ashley Hammond, tot jaloezie van Andros.
Zhane verliet het team een tijdje om zich aan te sluiten bij de rebellen van KO-35, maar keerde terug naar het team gedurende de aflevering Countdown to Destruction. Terwijl Andros Astronema’s schip binnendrong, leidde Zhane de andere Space Rangers in het gevecht op Aarde.
Het is niet bekend waarom Zhane niet met de andere Rangers meeging om de Galaxy Power Rangers te helpen in Power Rangers: Lost Galaxy.

## Trivia
- Volgens de aflevering The Silver Secret is de Zilveren Ranger de sterkste ranger die er bestaat.